# Jean-Marc Bosman
Jean-Marc Bosman (* 30. října 1964, Saint-Nicolas, Lutych) je bývalý belgický fotbalista.
Známý je díky soudnímu případu, ve kterém bylo v roce 1995 zavedeno tzv. Bosmanovo pravidlo. To umožňuje fotbalistům v Evropské unii po vypršení smlouvy s fotbalovým klubem zdarma odejít do jiného fotbalového klubu.
Do června 1990 hrál za RFC Lutych v první belgické lize. Po sporu s vedením klubu mu byl snížen měsíční plat z 3500 eur na 880 eur, proto chtěl přestoupit do týmu druhé francouzské ligy USL Dunkerque. RFC Lutych stanovil výkupní sumu ve výši 800 000 amerických dolarů. Tolik peněz francouzský klub odmítl zaplatit a klub RFC Lutych ho zadarmo pustit nechtěl, což vedlo k soudnímu sporu. 
V lednu 1992 se vrátil do Belgie. Jelikož nenašel angažmá, podal žádost o dávky v nezaměstnanosti, ale byl odmítnut. Teprve devět let po zahájení procesu dostal 780 000 eur jako odškodnění za jeho předčasný konec kariéry. Většinu peněz získává od asociace fotbalistů FIFPro.